# Wolfgang Simon (Kameramann)
Wolfgang Simon (* 20. Oktober 1947; † 10. Juli 2021) war ein österreichischer Kameramann.

## Leben
Simon studierte an der Hochschule für Musik und darstellende Kunst Wien.
Seit den 1970er Jahren drehte er für Film und Fernsehen. Daneben drehte er auch Kurzdokumentationen, Videoclips und Werbespots. 1986 wurde er für seine Arbeit am Film Heidenlöcher mit dem Deutschen Filmpreis für die Beste Kamera ausgezeichnet.
Er war Mitglied des Verbandes Österreichischer Kameraleute und der Akademie des Österreichischen Films.

## Filmografie (Auswahl)
- 1977: Unsichtbare Gegner
- 1979: Der lange Tag des Kofler Johann (Fernsehfilm)
- 1980: Frank Zappa: New York and Elsewhere (Dokumentarfilm)
- 1983: Zeitgenossen
- 1984: Weltuntergang (Fernsehfilm)
- 1986: Heidenlöcher
- 1988: Der Kuß des Tigers
- 1988: Geierwally
- 1989: Tatort: Blutspur (Fernsehfilm)
- 1992: Mord im Wald (Fernsehfilm)
- 1993: Ein Bayer auf Rügen (Fernsehserie)
- 1994: Du bringst mich noch um
- 1996: Lisa und die Säbelzahntiger
- 1999: Ein Herz wird wieder jung
- 2000: Der Umweg (De omweg)